# Јусуф Сонмез
Јусуф Сонмез (тур. Yusuf Sonmez) познат и као „доктор Франкенштајн“ и „турски Франкенштајн“, је медицински лекар из Републике Турске који је оптужен од стране Еулекса да је био главни хирург у операцијама вађења органа отетим Србима на Косову и Метохији.
Јусуфа Сонмеза Мисија владавине права Европске уније терети да је био главни хирург међународне мреже криминалаца која је трговала људским органима. Еулекс је крајем 2010. године подигао оптужницу против седам особа, између осталих и Јусуфа Сохмеза. Ухапшен је 11. јануара 2011. у Истанбулу, а турски медију су његово хапшење објавили под насловом „Ухапшен доктор Франкештајн“. Јусуф Сонмез је претходно био на интерполовој листи тражених за умјешаност у вези са приштинском клиником „Медикус“, која је везана за међународну трговину људских органа. Према писању британског Гардијана, Јусуф Сонмез је најпознатији трговац људским органима у читавом свијету. У извјештају специјалног извјестиоца Савјета Европе Дика Мартија, припадници ОВК су отимали Србе и илегално их пребацивали преко границе Србије и Албаније. Након пребацивања у Албанију, ОВК је Србе држао у тајним затворима, све док хирурзи нису били спремни да изврше операцију. Жртве су убијане метком у главу, након чега су им вађени органи.